# Kevin Lisch
Kevin John Lisch (Belleville, 16 maggio 1986) è un ex cestista e allenatore di pallacanestro statunitense con cittadinanza italiana naturalizzato australiano.

## Carriera
Con l'Australia ha disputato i Giochi olimpici di Rio de Janeiro 2016.

## Palmarès
- Campionato australiano: 1

Perth Wildcats: 2010
- Campionato portoricano: 1

Piratas de Quebradillas: 2013
- Coppa di Francia: 1

Nanterre: 2013-14